# Tapinoma danitschi
Tapinoma danitschi är en myrart som beskrevs av Auguste-Henri Forel 1915. Tapinoma danitschi ingår i släktet Tapinoma och familjen myror.

## Underarter
Arten delas in i följande underarter:
- T. d. bevisi
- T. d. danitschi